# Vietnam aux Jeux olympiques
Le Vietnam  a participé à 15 Jeux d'été et à aucun Jeux d'hiver.
Jusqu'en 2016, le pays n'avait gagné que deux médailles d'argent, l'une par Tran Hieu Ngan en taekwondo aux Jeux olympiques de 2000 et l'autre par Anh Tuan Hoang en haltérophilie aux Jeux olympiques de 2008. Aux Jeux olympiques de 2016, Hoàng Xuân Vinh remporte la 1re médaille d'or de l'histoire du pays en 10m pistolet à air dans la catégorie homme, il remporte également une médaille d'argent en 50m pistolet à air.

## Histoire
La première participation du Vietnam  aux Jeux olympiques remonte à 1952 sous le nom de l'État du Viêt Nam. Après la partition du Vietnam en 1954, seule la République du Viêt Nam participe aux Jeux en envoyant des athlètes à chaque édition estivale entre 1956 et 1972.
Depuis la réunification du Viêt Nam en 1976, la République socialiste du Vietnam  concourt à chaque édition depuis 1980 à l'exception de 1984. Le Comité olympique du Vietnam actuel est formé en 1976 et reconnu par le Comité international olympique en 1979.

## Bilan général par année
| Année       | Athlètes         | Médaille d'or, Jeux olympiques | Médaille d'argent, Jeux olympiques | Médaille de bronze, Jeux olympiques | Total            | Rang             |
| 1896 - 1948 | Ne participe pas | Ne participe pas               | Ne participe pas                   | Ne participe pas                    | Ne participe pas | Ne participe pas |
| 1952        | 8                | 0                              | 0                                  | 0                                   | 0                |                  |
| 1956        | 6                | 0                              | 0                                  | 0                                   | 0                |                  |
| 1960        | 3                | 0                              | 0                                  | 0                                   | 0                |                  |
| 1964        | 16               | 0                              | 0                                  | 0                                   | 0                |                  |
| 1968        | 9                | 0                              | 0                                  | 0                                   | 0                |                  |
| 1972        | 2                | 0                              | 0                                  | 0                                   | 0                |                  |
| 1976        | Ne participe pas | Ne participe pas               | Ne participe pas                   | Ne participe pas                    | Ne participe pas | Ne participe pas |
| 1980        | 31               | 0                              | 0                                  | 0                                   | 0                |                  |
| 1984        | Boycott          | Boycott                        | Boycott                            | Boycott                             | Boycott          | Boycott          |
| 1988        | 10               | 0                              | 0                                  | 0                                   | 0                |                  |
| 1992        | 7                | 0                              | 0                                  | 0                                   | 0                |                  |
| 1996        | 6                | 0                              | 0                                  | 0                                   | 0                |                  |
| 2000        | 7                | 0                              | 1                                  | 0                                   | 1                | 64e              |
| 2004        | 11               | 0                              | 0                                  | 0                                   | 0                |                  |
| 2008        | 13               | 0                              | 1                                  | 0                                   | 1                | 70e              |
| 2012        | 18               | 0                              | 0                                  | 1                                   | 1                |                  |
| 2016        | 23               | 1                              | 1                                  | 0                                   | 2                | 48e              |
| Total       |                  | 1                              | 3                                  | 1                                   | 5                |                  |